# ابوبکر کتیا
ابوبکر کتیا (انگلیسی: Aboubacar Keita؛ زادهٔ ۶ آوریل ۲۰۰۰) بازیکن فوتبال اهل ایالات متحده آمریکا است.
از باشگاه‌هایی که در آن بازی کرده‌است می‌توان به کلمبوس کرو اشاره کرد.
وی همچنین در تیم ملی فوتبال United States U20 بازی کرده‌است.